# Petin
Petin (węg. Pettyén) – wieś w Rumunii, w okręgu Satu Mare, w gminie Păulești. W 2011 roku liczyła 700 mieszkańców. 